# Базука
Базука (на английски: Bazooka) е общото наименование на ръчен безоткатен противотанков гранатомет, широко използван от американската армия. Това е едно от първите противотанкови оръжия с ракета, използвани от пехотата. Позволява доставянето на високоексплозивни противотанкови бойни глави срещу бронирани машини, картечни гнезда и бункери на по-голямо разстояние, отколкото със стандартните гранати или мини. Прякорът произлиза от слабата визуална прилика на варианта M1 с музикалния инструмент базука, изобретен и популяризиран през 1930-те години в САЩ. След пленяването в битка на няколко базуки в Северна Африка и изпращането им на инженери в Германия е разработен германския „Панцершрек“.
Терминът „базука“ все още се използва неформално като общо наименование за всяко ръчно ракетно оръжие земя-земя (основно ракетни гранатомети или безоткатни оръжия).

## Оперативна употреба

### Втора световна война
Тайно доставени на Източния фронт и през ноември 1942 г. в операция „Факел“, ранните версии на гранатомета M1 и ракетата M6 са бързо доставени някои от американските нападателни сили по време на десантите в Северна Африка. През нощта преди десантите генерал Дуайт Айзенхауер е изненадан, след като разбира от подчинен, че никой от войниците му не е получил обучение как да използва базука.
Първоначално снабдявана с доста ненадеждната ракета M6 и без достатъчно обучение, M1 не играе значима роля в боевете в Северна Африка, но е пробив за германското разузнаване, когато няколко бройки са плячкосани от неопитните американски войници. Американски генерал на посещение в Тунис през 1943 г. след края на военните операции там не открива нито един войник, който да докладва за успешното спиране на вражески танк с базука.
По време на съюзническото настъпление в Сицилия малък брой базуки M1A1 (използващи подобрената ракета M6A1) се използват в бой от американските войски. С тях са неутрализирани четири немски средни танка и един тежък Тигър I чрез невероятен удар през процепа за виждане на шофьора. Недостатъкът на базуката се оказва силната задна струя, която издава местоположението на стрелеца. Освен това, базукарят често трябва да покаже цялото си тяло, за да има добра видимост за огън срещу мишената. Когато съществуването на базуката е разкрито пред американската публика, пресата през първите две години сипе силни преувеличения по неин адрес.
Към края на 1942 г. много ранни бройки на американски базуки M1 са плячкосани от Вермахта в сраженията му срещу Червената армия, която разполага с базуки по програмата „Заем-наем“, както и по време на операция „Факел“ в Северна Африка. Немците бързо разработват своя собствена версия на оръжието, увеличавайки диаметъра на бойната глава от 60 mm на 88 mm. По-едрокалибрената германска версия на базуката става известна като „Панцершрек“ (на немски: Panzerschreck). Германското оръжие, разполагащо с по-мощна бойна глава, има значително по-голяма бронебойност и бързо се доказва като по-успешен гранатомет от американския оригинал.
M1 се доказва като доста по-добро оръжие в редките случаи, когато се използва срещу доста по-тънка броня, която често се прилага към най-долните и най-горните участъци на вражеските танкове. Дори тежкият танк Кралски Тигър притежава горна броня с дебелина само 44 mm в най-добрия случай, което я прави уязвима към американската базука. През 1944 г., когато започва съюзническата офанзива във Франция, някои леки американски самолети са снабдявани с базуки, за да атакуват вражеска броня.
Въпреки въвеждането на базуката M9 и подобрените ѝ ракети M6A3 към края на 1943 г., докладите относно ефективността на оръжието стават все по-тревожни, тъй като новите германски танкове разполагат с по-дебела и по-добре проектирана броня. Тези разработки принуждават базукарите да се прицелват в по-слабо защитените зони на превозното средство, като веригите, зъбните колела или двигателя. В писмо от 20 май 1944 г. на генерал Джордж Патън той споменава на свой колега, че „целта на базуката не е да се стреля по танкове офанзивно, а да се използва като крайна мярка срещу танкове, като е най-ефективна при стрелба от 30-ина метра“.
В Тихоокеанската кампания, както и в Северна Африка, първите базуки често срещат проблеми с надеждността в бой. Изстрелващият механизъм се поврежда лесно при по-грубо боравене, а ракетните двигатели често търпят неизправности, поради висока температура или излагане на влага. С въвеждането на M1A1 и по-надеждните ѝ муниции базуката става ефективна срещу японски укрепления като бетонни бункери и огневи точки. Срещу кокосови и пясъчни укрепления обаче оръжието не винаги е ефективно, тъй като тези по-меки постройки често намаляват скоростта на бойната глава дотолкова, че да се предотврати детонацията ѝ. Така към края на войната в Тихия океан морските пехотинци все по-често използват огнехвъргачката M2 срещу този тип укрепления. В малкото случаи в Тихия океан, при които базуката се използва срещу японски танкове и бронирани коли, бойната глава лесно пробива тънката броня и унищожава машината. Като цяло, на гранатометите M1A1, M9 и M9A1 се гледа като на ефективни оръжия по време на Втората световна война, макар основно да биват използвани срещу вражески укрепени точки и не толкова като противотанкови оръжия.

### Корейска война
Успехът на по-мощния германски Панцершрек води до необходимостта базуката да се проектира отначало след края на Втората световна война. Създаден е по-голям, 90-mm модел, M20 „Супер базука“. Макар да прилича на Панцершрек, M20 има по-голяма ефективна далекобойност и пробиваемост и е почти 20% по-лека от германския вариант. Тежи 6,5 kg и използва 4-килограмови ракети M28A2 HEAT срещу танкове. Обслужва се от двама души и има скорострелност от 6 изстрела в минута. Както и предшественика си, M20 може да изстрелва димни бойни глави. След като се взима предвид чувствителността на базуката и мунициите ѝ към влага и тежки условия, муницията за новото оръжие се пакетира във влагонепроницаеми пакети, а ръководството на базуката вече съдържа дълги инструкции за смазване на гранатомета и поддръжката му, както и за съхранението на ракетите. По време на превозване до бойното поле оръжието е защитавано с покритие против плесен върху всички електронни контакти.
Намаляването на военния бюджет в годините след Втората световна война отменя планираното мащабно производство на M20 и първите американски войски в Корейската война са въоръжени с M9/M9A1 и стари ракетни муниции от Втората световна война. Още в началните етапи на Корейската война се появяват оплаквания относно ефективността на M9 и M9A1 срещу съветската броня. В един от известните случаи, американска блокадна пехота не може да се справи с 33 севернокорейски танка T-34-85, въпреки постоянното изстрелване на ракети в задните двигателни отсеци на машините. Освен това се получават многобройни доклади относно невзривени бойни глави M6A3 при удар на мишената, като се оказва, че това се дължи на влошени муниции след години съхранение при влажни условия. Доставките на M20 с M28A2 HEAT бързо са изпратени от САЩ към Южна Корея, където се оказват доста ефективни срещу T-34 и други съветски танкове. Голям брой базуки, завзети по време на Китайската гражданска война, се използват от китайските сили срещу американски танкове Шърман и Патън, а китайците по-късно създават и свое копие на M20 под наименованието Type 51.

### Виетнамска война
M20 „Супер базука“ се използва в началните етапи на войната във Виетнам от американските морски пехотинци, преди постепенно да бъде заменена от безоткатното M67 и M72 LAW. Макар възможностите за унищожаване на вражеска бронетехника да се оказват много редки, гранатометите успешно се използват срещу вражески укрепления. M20 остава на въоръжение у южнокорейците до края на 60-те години на XX век.

### Други
Въоръжените сили на Португалия използват базуки M9A1 и M20 в Африка срещу марксиските партизани по време на Португалската колониална война. Френската армия също използва M1A1, M9A1 и M20 в различни кампании в Индокитай и Алжир.

## Спецификации

### M1
- Дължина: 137 cm
- Калибър: 60 mm
- Маса: 5,9 kg
- Бойна глава: M6 или M6A2 (1,59 kg)
- Далекобойност
  - Максимална: 370 m
  - Ефективна: 140 m
- Разчет: 2 души

### M1A1
- Дължина: 137 cm
- Калибър: 60 mm
- Маса: 5,8 kg
- Бойна глава: M6A1 (1,59 kg)
- Далекобойност
  - Максимална: 370 m
  - Ефективна: 140 m
- Разчет: 2 души

### M9/M9A1
- Дължина: 155 cm
- Калибър: 60 mm
- Маса: 6,5 kg
- Бойна глава: M6A3 (1,59 kg)
- Далекобойност
  - Максимална: 370 – 460 m
  - Ефективна: 110 m
- Разчет: 2 души (M9) или 1 (M9A1)

### M20A1/A1B1
- Дължина (сглобен): 1524 mm
- Калибър: 90 mm
- Маса (незареден): M20A1 – 6,5 kg; M20A1B1 – 5,9 kg
- Бойна глава: M28A2 HEAT или T127E3/M30 WP
- Далекобойност
  - Максимална: 913 m
  - Ефективна 270 m
- Разчет: 2 души